# Ronny Dietz
Ronny Dietz (* 18. August 1978) ist ein ehemaliger deutscher Triathlet. Er ist Vizeeuropameister Cross-Triathlon (2006, 2011) und fünfmaliger Deutscher Meister im Cross-Triathlon (2001–2003, 2008, 2011).

## Werdegang
Ronny Dietz begann seine sportlichen Aktivitäten im Alter von sechs Jahren bei der AG Adelsberg. Erste Erfolge konnte er im Skilanglauf und bei verschiedenen Crossläufen erreichen. Unter anderem wurde er Bezirksmeister im Crosslauf im Bezirk Karl-Marx-Stadt der damaligen DDR und mehrmaliger Stadtbezirksmeister im Skilanglauf. Noch vor der Wende 1989 wurde er für das Trainingszentrum Leichtathletik gesichtet und wechselte 1991 an die Sportschule Chemnitz. Am späteren Sportgymnasium Chemnitz machte er 1997 sein Abitur. Inspiriert durch seinen vier Jahre älteren Bruder probierte er 1993 seinen ersten Duathlon. Schon ein Jahr später wurde er in der Jugendklasse Deutscher Meister in St. Wendel. 1995 wurde er in die Nationalmannschaft berufen. In den folgenden Jahren startete er regelmäßig bei internationalen Duathlon-Meisterschaften. Bestes Resultat war ein sechster Platz zur Junioren-WM 1997 im spanischen Gernika.
1994 absolvierte er seinen ersten Triathlon in Leipzig am Kulkwitzer See (inzwischen ist er beim ältesten ostdeutschen Triathlon mit fünf Titeln Rekordsieger). Im Triathlon stellten sich die Erfolge etwas später ein, da er zu dieser Zeit erst mit dem Schwimmen begann. Er wurde mehrmaliger Sachsenmeister und führte zeitweise die Rangliste in Sachsen an. Dietz startete in der 2. Triathlon-Bundesliga für seinen Heimatverein SG Adelsberg und später für den SV Halle in der 1. Triathlon-Bundesliga (gemeinsames Team mit Falk Cierpinski und Andreas Raelert) über die olympische Distanz.
2001 probierte er bei den Deutschen Meisterschaften im bayerischen Immenstadt seinen ersten Crosstriathlon (1,5 km Schwimmen, 30 km Mountainbike und 10 km Crosslauf) und belegte auf Anhieb den zweiten Rang in der Eliteklasse. Von da an begann seine Karriere im Crosstriathlon und beim Xterra (Xterra ist die internationale Bezeichnung für Wettkämpfe im Crosstriathlon und verschiedenen anderen Outdoor-Cross-Wettkämpfen).
Im Crosstriathlon wurde er neben mehrfachen Podiumsplätzen insgesamt viermal Deutscher Meister (2002, 2003, 2008, 2011) und in den Jahren 2006 und 2011 Xterra-Vizeeuropameister.
Bei der Xterra-Weltmeisterschaft auf Maui/Hawaii erzielte er 2011 sein bestes Resultat mit dem siebten Rang. Über die olympische Distanz im Straßentriathlon wurde er dreimal deutscher Hochschulmeister. Betreut wurde er durch seinen Trainer Heiko Schinkitz und seinen Schwimmtrainer Martin Schwarze. 2010 beendete er sein Studium der Betriebswirtschaftslehre an der TU Chemnitz.
Im Februar 2012 erklärte er seine Karriere als Leistungssportler für beendet. Ronny Dietz lebt mit seiner Frau und einer Tochter in Chemnitz.

## Sportliche Erfolge
| Datum/Jahr    | Rang | Wettbewerb                                 | Austragungsort       | Zeit | Bemerkung                                                                                       |
| ------------- | ---- | ------------------------------------------ | -------------------- | ---- | ----------------------------------------------------------------------------------------------- |
| 23. Okt. 2011 | 7    | Xterra World Championships                 | Maui                 |      | Weltmeisterschaft Cross-Triathlon (1,5 km Schwimmen, 29,5 km Mountainbike und 9,8 km Crosslauf) |
| 21. Aug. 2011 | 2    | Xterra European Triathlon Championships    | Olbersdorf           |      | Xterra-Vizeeuropameister und Deutscher Meister Cross-Triathlon – bei der Xterra Germany         |
| 13. Aug. 2011 | 1    | Xterra Czech Championship                  | Špindlerův Mlýn      |      |                                                                                                 |
| 29. Mai 2011  | 2    | Xterra Italy Championships                 | Sardinien            |      |                                                                                                 |
| 11. Sep. 2010 | 3    | Xterra Switzerland Championship            | Prangins             |      |                                                                                                 |
| 24. Okt. 2010 | 12   | Xterra World Championships                 | Maui                 |      | Weltmeisterschaft Cross-Triathlon                                                               |
| 23. Aug. 2008 | 3    | Xterra Austria Championships               | Klopeiner See        |      |                                                                                                 |
| 16. Aug. 2008 | 1    | Xterra Germany Championships               | Olbersdorf           |      | Deutscher Meister Cross-Triathlon                                                               |
| 25. Aug. 2007 | 3    | Xterra Austria Championships               | Klopeiner See        |      |                                                                                                 |
| 18. Aug. 2007 | 1    | Xterra Denmark Championships               | Aarhus               |      |                                                                                                 |
| 28. Okt. 2007 | 57   | Xterra World Championships                 | Maui                 |      | Weltmeisterschaft Cross-Triathlon                                                               |
| 12. Aug. 2006 | 2    | Xterra Denmark Championships               | Aarhus               |      |                                                                                                 |
| 4. Juni 2006  | 2    | Xterra Italy Championships                 | Sardinien            |      |                                                                                                 |
| 24. Okt. 2004 | 26   | Xterra World Championships                 | Maui                 |      | Weltmeisterschaft Cross-Triathlon                                                               |
| 26. Okt. 2003 | 15   | Xterra World Championships                 | Maui                 |      | Weltmeisterschaft Cross-Triathlon                                                               |
| 13. Sep. 2003 | 3    | Xterra Germany Championships               | Titisee              |      | Deutscher Meister Cross-Triathlon                                                               |
| 14. Sep. 2002 | 1    | DTU Deutsche Meisterschaft Cross-Triathlon | Titisee              |      | Sieger und Deutscher Meister Cross-Triathlon bei der Xterra Germany                             |
| 18. Aug. 2001 | 1    | DTU Deutsche Meisterschaft Cross-Triathlon | Immenstadt im Allgäu |      | als Zweiter beim Allgäu Triathlon                                                               |

| Datum/Jahr    | Rang | Wettbewerb                        | Austragungsort    | Zeit     | Bemerkung |
| ------------- | ---- | --------------------------------- | ----------------- | -------- | --- |
| Aug. 2009     | 1    | Deutsche Hochschulmeisterschaften | Leipzig           | 01:55:04 | Deutscher Hochschulmeister Triathlon – als Zweiter auf der olympischen Distanz, hinter Thomas Springer beim Leipziger Triathlon |
| 26. Juli 2008 | 1    | Deutsche Hochschulmeisterschaften | Leipzig           | 01:56:38 | Deutscher Hochschulmeister Triathlon                                                                                            |
| 21. Juli 2002 | 22   | ITU Triathlon European Cup        | Hannover          | 01:46:30 | |
| 16. Juni 2002 | 34   | ITU Triathlon European Cup        | Frankfurt am Main | 01:47:52 | |

| Datum/Jahr | Rang | Wettbewerb                                   | Austragungsort | Zeit | Bemerkung                          |
| ---------- | ---- | -------------------------------------------- | -------------- | ---- | ---------------------------------- |
| 1997       | 6    | ITU Duathlon World Championship Junior Men   | Gernika        |      |                                    |
| 1994       | 1    | DTU Deutsche Meisterschaft Duathlon Junioren | St. Wendel     |      | Deutscher Juniorenmeister Duathlon |

(DNF – Did Not Finish)